# 庫爾德紋胸鮡
庫爾德紋胸鮡，為輻鰭魚綱鯰形目鮡科的其中一種，為溫帶淡水魚類，分布於亞洲伊朗庫德斯坦淡水流域，體長可達25公分，棲息在底層水域，生活習性不明。